# Roy Schafer
Roy Schafer (New York, 14 dicembre 1922 – Pequannock, 5 agosto 2018) è stato uno psicoanalista e psicologo statunitense.
Schafer ha sviluppato e ampliato il concetto di narrativa nella terapia psicoanalitica; fondamentale, secondo lui, era che la persona in terapia si riappropriasse della propria storia e della propria vita. Sia lo psicoanalista che il paziente (definito da Schafer analizzando per evitare di inserire nel campo semantico della patologia il soggetto psicoanalizzato) hanno un preciso ruolo nel raccontare, descrivere e riformulare la storia di vita di quest'ultimo: lo psicoanalista, secondo Schafer, deve aiutare l'analizzando a concepire la soggettività delle esperienze vissute e del modo di raccontarle come consapevolezza di poter dare molteplici diverse interpretazioni alla storia di vita dell'analizzando stesso.

## Biografia
Roy Schafer si è formato professionalmente presso la Menninger Foundation e l'Auston Riggs Center, divenendo poi dal 1953 al 1961 psicologo di riferimento nel dipartimento di psichiatria della Yale Medical School; è divenuto successivamente uno degli psicologi del servizio sanitario dell'Università Yale, dal 1961 al 1976, durante il quale è stato nominato Clinical Professor, mentre nel 1968 è stato nominato Training and Supervising Analyst nel Western New England Institute for Psychoanalysis di New Haven, in Connecticut. È stato reclutato a New York per entrare a far parte della facoltà a tempo pieno del Medical College dell'Università Cornell, nel 1976. Nel 1979, Schafer ha fondato uno studio privato di psicoterapia a New York. Da allora è rimasto professore clinico presso il Weill Cornell Medical College e analista di formazione e supervisione presso il Centro per la formazione e la ricerca psicoanalitica della Columbia University.
Il suo lavoro era inizialmente focalizzato sulla valutazione e sulla somministrazione di test psicologici; l'illustre avvocato Melvin Belli si era avvalso della consulenza di parte di Schafer nell'ottica di valutare la personalità di Jack Ruby, assassino di Lee Harvey Oswald (che a sua volta era stato l'uccisore di John Fitzgerald Kennedy); Schafer aveva dimostrato che Ruby soffriva di una cerebrolesione organica che probabilmente era causa di crisi epilettiche di tipo mioclonico/convulsivo. Le prime opere di Schafer vertevano sull'uso dei test psicologici a fini diagnostici; la più importante tra di esse è Psychoanalytic Interpretation in Rorschach Testing, edita nel 1954; successivamente ha scritto numerosi saggi ad argomento psicoterapico e psicoanalitico, come Aspects of Internalization (1968), A New Language for Psychoanalysis (1976), The Analytic Attitude (1983), Retelling a Life (1992), The Contemporary Kleinians of London (1997), Bad Feelings (2003), Insight and Interpretation (2003) and Tragic Knots in Psychoanalysis (2009).
Schafer ha ricevuto numerosi premi e riconoscimenti, tra cui il Sigmund Freud Memorial Professor University College London (nel 1975-1976) e l'Outstanding Scientific Achievement Award dell'Associazione Internazionale di Psicoanalisi (nel 2009).

## Pensiero psicoanalitico
Schafer riteneva i concetti psicoanalitici non come principi scientifici, bensì come delle indicazioni interpretative delle storie di vita dei pazienti. Secondo questa visione, non esiste una sola interpretazione corretta e possibile per una specifica storia di vita; al contrario, come accade in altre forme di narrativa (come poesie o racconti), la storia narrata si presta a varie interpretazioni, ognuna delle quali può legittimamente essere considerata corretta in conseguenza del porre l'accento su un determinato aspetto del racconto. Stando all'interpretazione alternativa del lavoro di Schafer illustrata da S.A. Mitchell, il valore di un'interpretazione non risiede nel suo grado di oggettività o di aderenza alla realtà dei fatti, bensì nella sua capacità di dare luogo a nuovi tipi di esperienze e di permettere all'analizzando di riconoscere un senso più profondo e più esteso al proprio modo di agire.

### Narratologia
La costituzione di un processo narrativo, in psicoanalisi, necessita di due persone: lo psicoanalista e l'analizzando. Roy Schafer preferiva utilizzare il termine "analizzando" al posto di "paziente", per non utilizzare un termine che si rifacesse al concetto di malattia). Schafer definì gli psicoanalisti "ri-narratori" (retellers of narration), ma dichiarò che anche altre definizioni potessero attagliarsi alla figura terapeutica degli psicoanalisti stessi. La rivisitazione da parte dello psicoanalista del racconto inizialmente narrato dall'analizzando serve a focalizarsi sugli aspetti del "cosa" e del "come" che sono emersi maggiormente nel racconto originale della vita del paziente; il lavoro dell'analista è quello di porre nuove domande che valgano come ulteriori possibilità narrative e di interpretazione della storia di vita dell'analizzando.
Schafer divide la narrazione effettuata dall'analizzando in due parti:
- La figura dell'analizzando stesso. Nel contesto della terapia psicoanalitica, l'analista fornisce considerazioni interpretative sulla storia di vita dell'analizzando e quest'ultimo, dal canto suo, espone la propria storia di vita; è comune che il paziente attribuisca eccessivamente a sé la responsabilità degli eventi negativi occorsi nella sua vita, incolpando sé stesso e sviluppando ingiustificati sensi di colpa, ma è comune anche l'opposto, ossia che il paziente si veda esclusivamente come vittima delle circostanze spiacevoli della propria vita quando, di fatto, egli ne è stato, totalmente o parzialmente, la causa.[5]
- La narrazione in sé e per sé. Rifacendosi a teorici della narrativa che hanno esaminato gli aspetti del "raccontare" dell'"esprimere" in un processo narrativo, Roy Schafer pone in distinzione questi due concetti in ambito psicoanalitico: il raccontare è l'attività dell'analizzando di esporre verbalmente la propria storia, contestualizzandola nel passato non solo a livello di eventi descritti, ma anche di stati d'animo scaturiti da quegli eventi; l'esprimere, invece, è l'attività dell'analizzando di veicolare idee proprie, sentimenti, fantasie o reazioni emotive verbali e non verbali, combinando tutto ciò in modo non intenzionale e senza reiterazione. In questa circostanza, l'analizzando rivive attivamente nel presente esperienze di vita fattualmente iniziate e terminate nel passato.[5]

### Responsabilizzazione
Nel pensiero di Schafer, il processo basilare che dovrebbe avvenire in un percorso psicoanalitico è la graduale assunzione della responsabilità nelle azioni del passato inizialmente ritenute dall'analizzando stesso indipendenti dai propri agiti. In un primo momento l'analizzando considera le proprie concezioni riguardo a sé stesso e al mondo come semplicemente "giuste", ritenendo di essere stato danneggiato irreparabilmente da un mondo ingiusto. Queste riflessioni sono erroneamente ritenute dati di fatto incontrovertibili. Per mezzo della psicoanalisi, l'analizzando viene portato ad osservare che alcuni degli eventi che hanno causato il suo progressivo logoramento interiore possono essere stati almeno in parte cagionati dall'analizzando stesso. L'analizzando viene quindi concepito come "regista" del proprio mondo, il progettista e l'interprete di esso. Quando il paziente inizia a comprendere di poter essere artefice del suo mondo interiore e delle sue modalità di interazione con il mondo esterno, iniziando a sperimentare questa consapevolezza una volta acquisita, diviene per lui possibile pensare a sé stesso come autore di scelte diverse da quelle operate fino a quel momento, capace di agire concretamente nel mondo e di accogliere i propri vissuti in modo meno incasellato, più libero e potenzialmente più costruttivo.
D'altra parte, se nell'analizzando prevale il problema opposto, ossia l'eccessiva autocolpevolizzazione e autoattribuzione di eventi nei quali in realtà la responsabilità dell'analizzando è scarsa o nulla, Schafer ritiene necessario ridimensionare la percezione di responsabilità e di "colpa" individuale propria del paziente.

### Soggettività
Per Schafer, un altro aspetto importante della narratologia in ambito psicoanalitico è la soggettività; essa consiste nella molteplicità di possibili interpretazioni di una singola storia. Secondo Schafer, la psicopatologia è il risultato della mancanza di una soggettività multisfaccettata, di conseguenza l'obiettivo della psicoanalisi in un individuo psicopatologico è l'acquisizione di una soggettività più complessa e più diversificata. L'analista permette il realizzarsi di questo processo mediante l'individuazione delle parti del racconto dell'analizzando che sono state messe maggiormente in risalto dal paziente stesso e nell'illustrazione di come queste parti possano essere trasformate in una storia di vita interpretabile in un modo diverso da quello originale. La "nuova storia" deve essere prodotta in una forma che sia adeguata allo stadio del percorso psicoanalitico contestualmente raggiunto e alle capacità interpretative eventualmente acquisite dal paziente fino a quel momento; infatti, la storia cambia nel momento in cui l'analizzando e il terapeuta stabiliscono nuovi obiettivi; vengono formulati e discussi nuovi quesiti, cosicché gli eventi del passato possano essere osservati da nuovi punti di vista. In questo modo, lo sguardo psicoanalitico sul passato può fornire una ricostruzione il più possibile obiettiva e precisa delle dinamiche riguardanti gli eventi della vita passata del paziente. Il soggetto della storia viene reanalizzato con più attenzione, le esperienze di vita vengono riformulate in modo diverso, la storia di vita viene inserita in un contesto diverso e viene interpretata in modi nuovi. Questo implica che la ricostruzione dell'infanzia e del passato dell'analizzando siano direttamente connesse al presente. Ciò che inizialmente sembra essere una verità inoppugnabile della propria storia di vita passata può essere messo in discussione, essere riconsiderato falso o arricchirsi di sfumature di significato e di interpretazione, il che comporta la definizione di una verità diversa o più complessa e sfaccettata di quella concepita precedentemente. In quest'ottica, lo sguardo al passato dell'analizzando e la sua capacità di comprendere e di vivere nel presente sono fortemente interconnesse. Aiutandolo ad osservare la propria storia passata con una prospettiva diversa, lo psicoanalista consente all'analizzando di arricchire e diversificare la propria soggettività.